# Anton Fischer (Schultheiß, 1876)
Anton Fischer (* 11. April 1876 in Schelklingen; † 10. Oktober 1956 ebenda) war Stadtschultheiß und Bürgermeister in Schelklingen von 1906 bis 1946 und von 1938 bis 1946 Bürgermeister von Schmiechen.

## Herkunft und Ausbildung
Anton Fischer war der Sohn des Stadtschultheißen von Schelklingen Anton Fischer (1840‒1906) aus dessen erster Ehe mit Maria Müller (1843‒1880), Tochter des Mohrenwirts in Hütten Franz Xaver Müller und dessen Ehefrau Monika Binder. Fischer junior hatte sechs Geschwister, war aber der einzige überlebende Sohn aus der ersten Ehe seines Vaters. Der Vater spielte wohl früh mit dem Gedanken, dass sein Sohn ihn einmal beerben könnte, und so ergriff Fischer die Laufbahn eines kommunalen Verwaltungsbeamten. Bereits seit mindestens 28. August 1897 war er Verwaltungskandidat in Schelklingen, und seit vor 1903 übte er, nach abgelegter Prüfung, das Amt eines Verwaltungsaktuars in Schelklingen aus.

## Beruf
Anton Fischer wurde Nachfolger seines gleichnamigen Vaters als Stadtschultheiß von Schelklingen. Nach dem Tod seines Vaters im Alter von 66 Jahren am 4. November 1906 und der notwendigen Wahl eines neuen Stadtschultheißen wurde er am 28. November 1906 mit 185 von 190 abgegebenen Stimmen zum Stadtschultheißen gewählt. Er trat sein Amt am 1. Dezember 1906 an. Er führte von 1906 bis 1930 den Titel eines Stadtschultheißen, 1930 wurde aber in Württemberg die Bezeichnung „Bürgermeister“ eingeführt. Fischer blieb im Amt bis Ende August 1946. Von 1938 bis 1946 fungierte er zugleich auch als Bürgermeister von Schmiechen.
In Fischers langer Amtsperiode von 40 Jahren wurde Schelklingens vollends zum Industriestandort ausgebaut: 1908 erbaute das Stuttgarter Immobilien- und Baugeschäft eine neue große Zementfabrik jenseits des Bahnhofs an der Bahnstrecke Ulm–Sigmaringen und legte die Hammersteinsche Zementfabrik still. Die Mechanische Weberei Urspring (MWU) verlegte 1907 ihren Sitz von Urspring in einen Neubau nach Schelklingen an die Ehingerstraße, wodurch das Geschäft einen erheblichen Aufschwung erlebte.
Auch wurde 1912 unter Fischer die Elektrifizierung Schelklingens eingeführt, indem in der Dreikönigsmühle ein Elektrogenerator eingebaut wurde.
Doch hatte die Stadtverwaltung unter Fischer auch schwierige Zeiten zu bewältigen, wie z. B. die wirtschaftlichen und sozialen Folgen des Ersten Weltkriegs und der Zwischenkriegsjahre. Eine schwere Zeit für Schelklingen war die Weltwirtschaftskrise, wodurch ab dem Jahre 1930 durch die Schließung des Zementwerks 250 Zementarbeiter arbeitslos wurden. Die Stadt versuchte, die Einkommenslosigkeit durch Notstandsarbeiten zu lindern.
Nach der Wahl Adolf Hitlers zum Reichskanzler trug die Stadt Schelklingen ‒ wie tausende anderer Kommunen ‒ Hitler sofort die Ehrenbürgerschaft an, was aber, aufgrund der großen Zahl von Verleihungsanträgen, nur zögernd beantwortet wurde. Es wurden in den 1930er-Jahren auch wie in vielen anderen Städten einige Straßennamen durch Namen von NS-Größen ersetzt: so wurde z. B. die Bahnhofstraße in „Adolf-Hitler-Straße“ umgetauft, und der Platz beim Waltherbrunnen wurde zum „Platz der SA“.
In der NS-Zeit wurden in Schelklingen einige größere Bauvorhaben verwirklicht: 1934 wurde nach langen vorhergehenden Planungen die alte Pfarrkirche St. Konrad abgebrochen und durch die neue Herz-Jesu-Kirche ersetzt. Zur Förderung der Gesundheit und der sportlichen Betätigung wurde 1935 das Freischwimmbad errichtet, nach Stützle eine „sehr mutige kommunalpolitische Entscheidung“. In der St.-Anna- und Grenzstraße wurden für die Zeit typische Siedlungshäuser errichtet.
In der NS-Zeit wurde von der Regierung auch die Anlegung von Ortschroniken angeordnet und so beauftragte der Stadtvorstand seinen „Vetter“, den gebürtigen Schelklinger Mittelalterhistoriker Heinrich Günter mit der Erstellung einer Stadtgeschichte. Da aber Günter dezidierter Katholik und seine zweite Ehefrau eine Schwester des Jesuitenpaters Rupert Mayer war, welcher vom NS-Regime verfolgt wurde, wollte sich Günter lediglich zu einer Bearbeitung der Stadtgeschichte bis 1806 einlassen. Das Buch erschien 1939 unter dem Titel „Geschichte der Stadt Schelklingen bis 1806“ und wurde auf Kosten der Stadt bei Wilhelm Kohlhammer in Stuttgart gedruckt.
Während des Zweiten Weltkriegs hörte Bürgermeister Fischer Feindsender ab. Nachdem Klagen der Bevölkerung bei NSDAP-Ortsgruppenleiter Julius Kneer (1897‒1959) eingelaufen waren, stellte Kneer den Bürgermeister zur Rede und gab ihm zu verstehen, „dass bei nochmaligen Klagen er ihm „den Ranzen voll hauen werde““. Kneer hat Fischer aber nicht gemeldet oder sonst irgendwie zur Anzeige gebracht.
Insgesamt wurde Schelklingen während des Zweiten Weltkriegs von größeren Kampfhandlungen verschont. Es wurde zwar versucht, das Zementwerk zu bombardieren, doch zumindest ein belegter Bombenabwurf verfehlte sein Ziel und schlug am Schelklinger Berg ein. Als die amerikanischen Truppen am 22. April 1945 auf der Hausener Steige erschienen, beschlossen der Stadtvorstand und die lokale NS-Parteiführung unter Julius Kneer die kampflose Übergabe der Stadt.

## Familie und Wohnung
Fischer ehelichte in Schelklingen am 20. Oktober 1902 Wilhelmine Weber, eine Tochter des Anton Weber, Schneidermeisters, und dessen Ehefrau Maximiliane Weber geb. Baumann. Der Ehe entstammen mindestens vier Kinder.
1920 übernahm Anton Fischer das Haus Bahnhofstraße 4 seines Vaters, der es 1882 erworben hatte. Fischer blieb in dem Haus bis zu seinem Tod am 10. Oktober 1956 wohnen. Seine Ehefrau Wilhelmine war bereits am 28. August 1953 verstorben. Das Haus erbte die Tochter Maria Elisabeth Fischer (1906‒1977), welche 1934 den Erzieher Adolf Eisenreich geheiratet hatte.

## Auszeichnungen
Kurz vor Fischers Tod verlieh die Stadt Schelklingen demselben anlässlich seines 80. Geburtstages am 11. April 1956 das Ehrenbürgerrecht. Die Verleihung erfolgte auf Beschluss des Gemeinderates vom 23. März 1956 und sollte Fischers vielfältige Verdienste um Stadt und Bürgerschaft würdigen. In einer Feierstunde im Rathaussaal wurde demselben vor geladenen Gästen und dem Gemeinderat eine kunstvolle Künstlermappe mit der Ehrenbürgerurkunde überreicht.
Außerdem wurde ihm zu Ehren eine Straße in Schelklingen zu „Anton-Fischer-Weg“ benannt.

## Abbildungen
- Fotos von Fischer finden sich in Liederkranz Schelklingen 1926 S. 31; Raiffeisenbank Schelklingen 1988 S. 23; Katholische Stadtpfarrgemeinde Schelklingen 1984 S. 11; Stadtarchiv Schelklingen und Martin 1999 S. 13.